# دار آلاگس
دار آلاگس (به ارمنی: Դար Ալաղես) یک کوه در ارمنستان است که در استان وایوتس‌جور واقع شده‌است. دار آلاگس ۳٬۳۲۹ متر بالاتر از سطح دریا واقع شده‌است.